# Вир (фільм, 1927)
«Вир» (інша назва: «Страда») — радянський художній фільм 1927 року режисера Павла Петрова-Битова. Прем'єра фільму відбулася 25 грудня 1927 року. Фільм вважається втраченим.

## Сюжет
Демобілізований червоноармієць Степан Горбушин повернувся в рідне село. За час відсутності його господарство занепало. Степан наймається працювати на млин місцевого куркуля Морозова. Горбушин закохується в дочку мірошника Любашу, вона відповідає взаємністю. Однак Морозов проти шлюбу доньки з бідняком. Він хоче видати дочку за голову сільради. Степан пропонує побудувати громадський млин. Розуміючи, що споруда громадського млина підірве його економічне панування в селі, Морозов наважується вбити Степана. Внаслідок замаху Степан зривається з лісів споруджуваного млину у вир. Однак йому вдається врятуватися. Морозов і голова сільради підкидають Степану зброю і звинувачують його в бандитизмі. Любаша викриває батька. Той вмирає. Міліція арештовує голову сільради.

## У ролях
- Федір Михайлов —  Степан Горбушин
- Тетяна Гурецька —  Любаша
- Микола Шарап —  мірошник Морозов, її батько
- Сергій Ланговой —  Іванков, голова сільради
- Олександр Савельєв —  Митя, брат Любаші
- Іван Неволін —  Михеїч

## Знімальна група
- Режисер: Павло Петров-Битов
- Сценаристи: Ольга Вишневська і Павло Петров-Битов
- Оператор: Леопольд Вериго-Даровський
- Художник: Борис Альмендінген